# Clapham North (Metropolitano de Londres)
A Estação de Clapham North é uma estação que pertence ao sistema de metropolitano de Cidade de Londres. Ela serve a Northern line.